# Breite (Bergisch Gladbach)
Breite  ist ein Ortsteil im Stadtteil Herkenrath von Bergisch Gladbach.

## Geschichte
Breite liegt am Ortsausgang von Herkenrath in Richtung Sand. Der Siedlungsname entstammt einer alten Gewannenbezeichnung, die im Urkataster als „Auf der Breiten“ angegeben ist. Im Zusammenhang mit den Jagdgrenzen  ist am 22. September 1658 die Rede von „das Herkenrahder Velt, die Breidt genannt“.
Im Jahr 1905 zählte man sieben Wohngebäude mit 51 Einwohnern. Der Flurname Auf der Breiten geht zurück auf das Mittelhochdeutsche breite (= breiter Teil oder Acker) und beschreibt eine breite Ackerfläche oder Flur mit geringem Höhenunterschied.

## Literatur

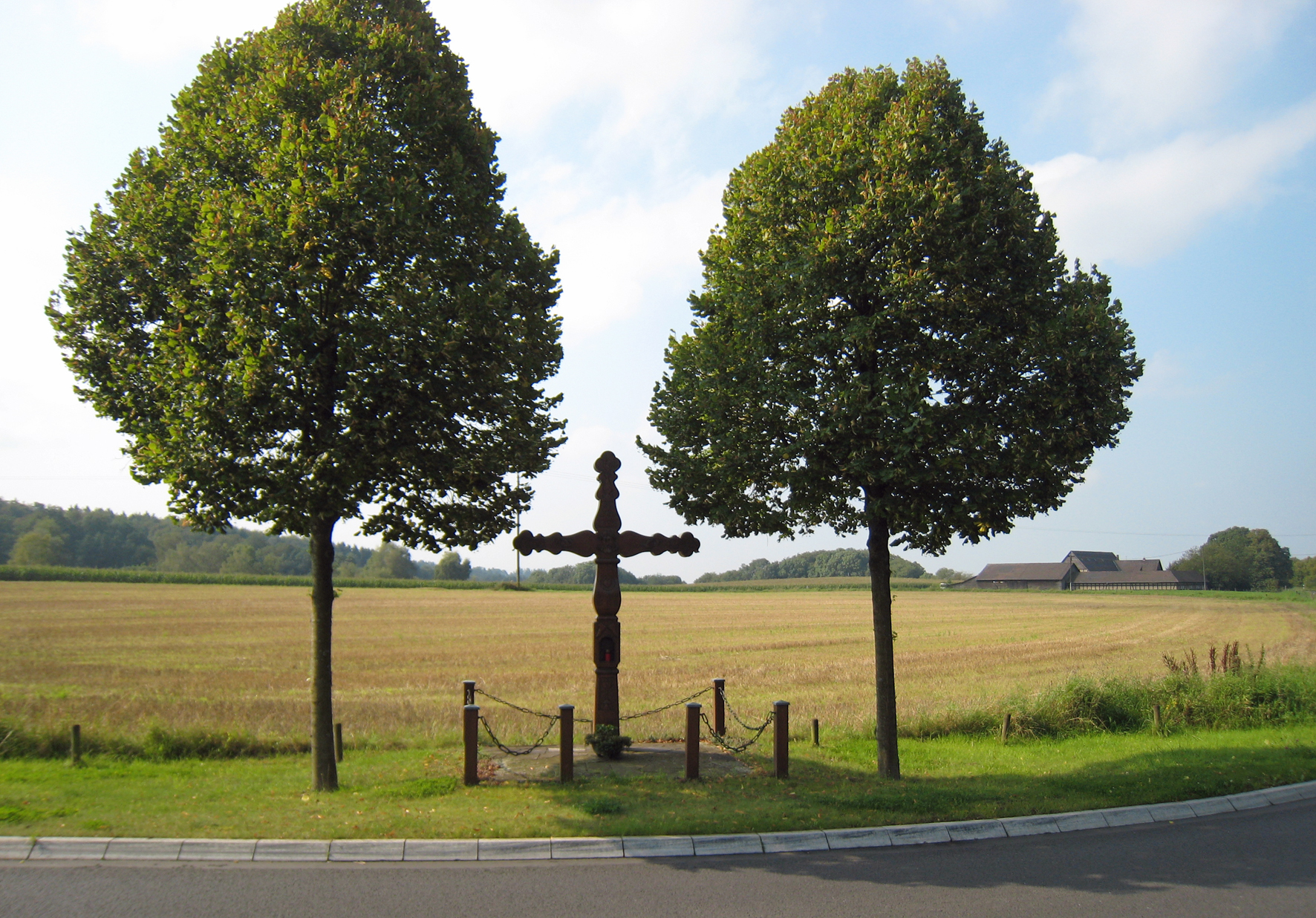
Wegekreuz in Breite mit Blick nach Westen

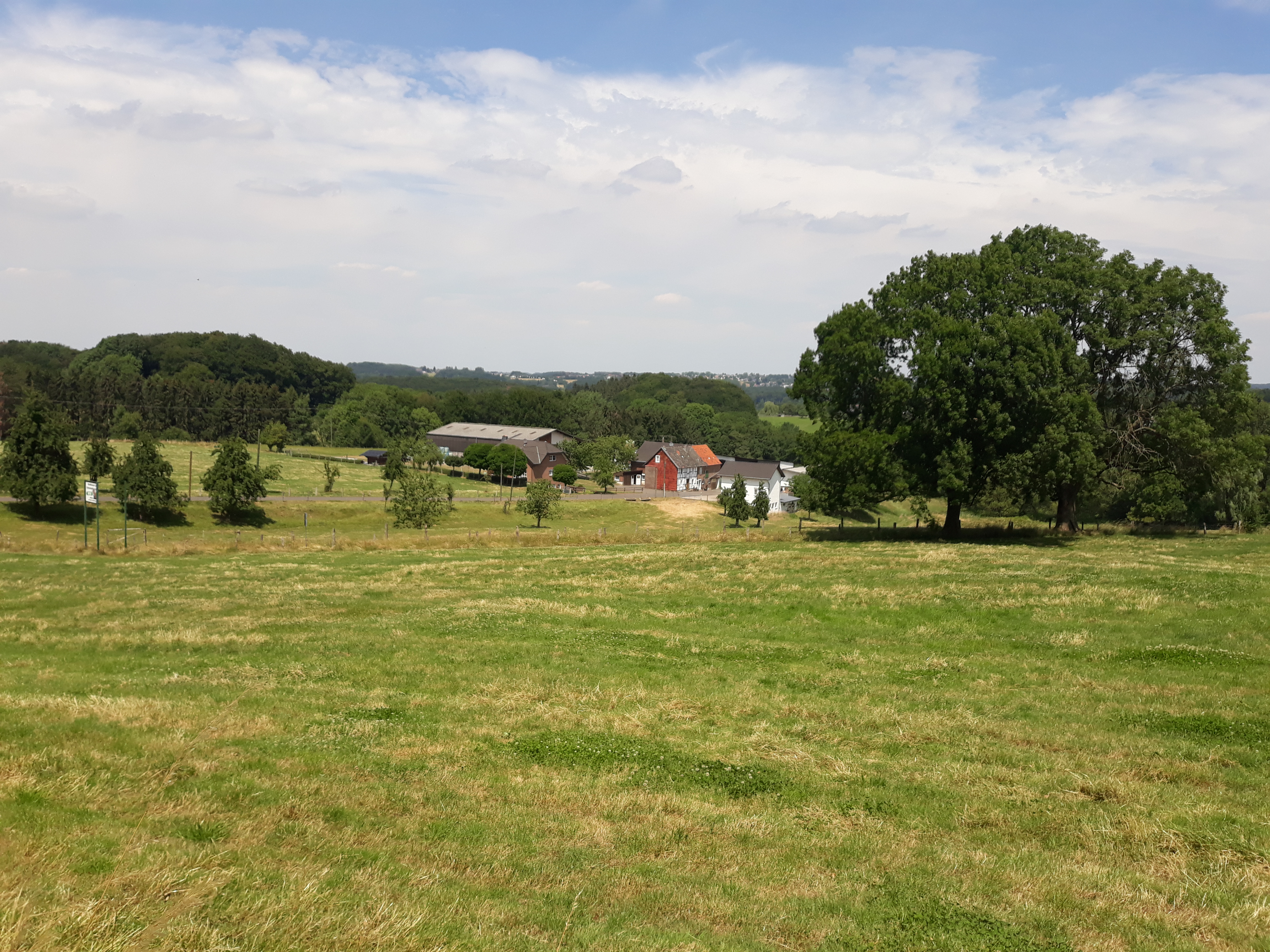
Bauernhof in Breite